# لنبادارن فینید
لنبادارن فینید (به انگلیسی: Llanbadarn Fynydd) یک منطقهٔ مسکونی در بریتانیا است که در پویس واقع شده‌است. لنبادارن فینید ۳۰۶ نفر جمعیت دارد.